# Дутовље
Дутовље (словен. Dutovlje, итал. Duttogliano) је насељено место у општини Сежана, Обално-крашка регија, Словенија.

## Историја
До територијалне реорганизације у Словенији било је у саставу старе општине Сежана.

## Становништво
У попису становништва из 2011. године, Дутовље је имало 715 становника.
| Број становника према пописима | Број становника према пописима | Број становника према пописима |
| ------------------------------ | ------------------------------ | ------------------------------ |
| 1991                           | 2002                           | 2011                           |
| 555                            | 517                            | 715                            |

## Галерија
- железничка станица
- стара цистерна
- фортификација из времена Првог светског рата
- ораница
- Пепин крашки врх